# Siloxyde
Un siloxyde est un composé chimique de formule générique R3SiOM, où R est généralement un groupe organique et M est un cation métallique. Également appelés silanoates, ces composés résultent de la déprotonation de silanols. On peut les obtenir en traitant des siloxanes avec une base forte :
R3SiOSiR3 + 2 NaOH ⟶ 2 R3SiONa + H2O.
Le clivage de siloxanes cycliques donne également des siloxydes :
(Me2SiO)3 + MeLi ⟶ Me3SiOSiMe2OSiMe2OLi.
Ces anions jouent le rôle de ligands pour les ions métalliques, formant des complexes semblables aux alcoolates. Le triphénylsiloxyde est un dérivé courant utile pour générer des complexes métalliques. Le (tert-butyl)3SiO− ((CH3)3C)3SiO−, également appelé silox (en), est un ligand volumineux qui peut avoir un intérêt en synthèse organique.